# Llano de León
Llano de León är en ort i Mexiko.   Den ligger i kommunen San Jerónimo Coatlán och delstaten Oaxaca, i den sydöstra delen av landet, 400 km sydost om huvudstaden Mexico City. Llano de León ligger 631 meter över havet och antalet invånare är 478.
Terrängen runt Llano de León är lite bergig. Runt Llano de León är det ganska glesbefolkat, med 23 invånare per kvadratkilometer. Närmaste större samhälle är San Gabriel Mixtepec, 12,3 km väster om Llano de León. I omgivningarna runt Llano de León växer i huvudsak städsegrön lövskog.